# Utopia 56
Pour les articles homonymes, voir Utopia (homonymie).
Utopia 56 est une association française d'aide aux étrangers en situation irrégulière et réfugiés créée en 2015, au début d'une crise migratoire en Europe. 
En 2020, l'association revendique 200 bénévoles par jour, huit antennes, une quinzaine de salariés, 25 volontaires en service civique, environ 400 hébergeurs et près de 18 000 adhérents.

## Historique

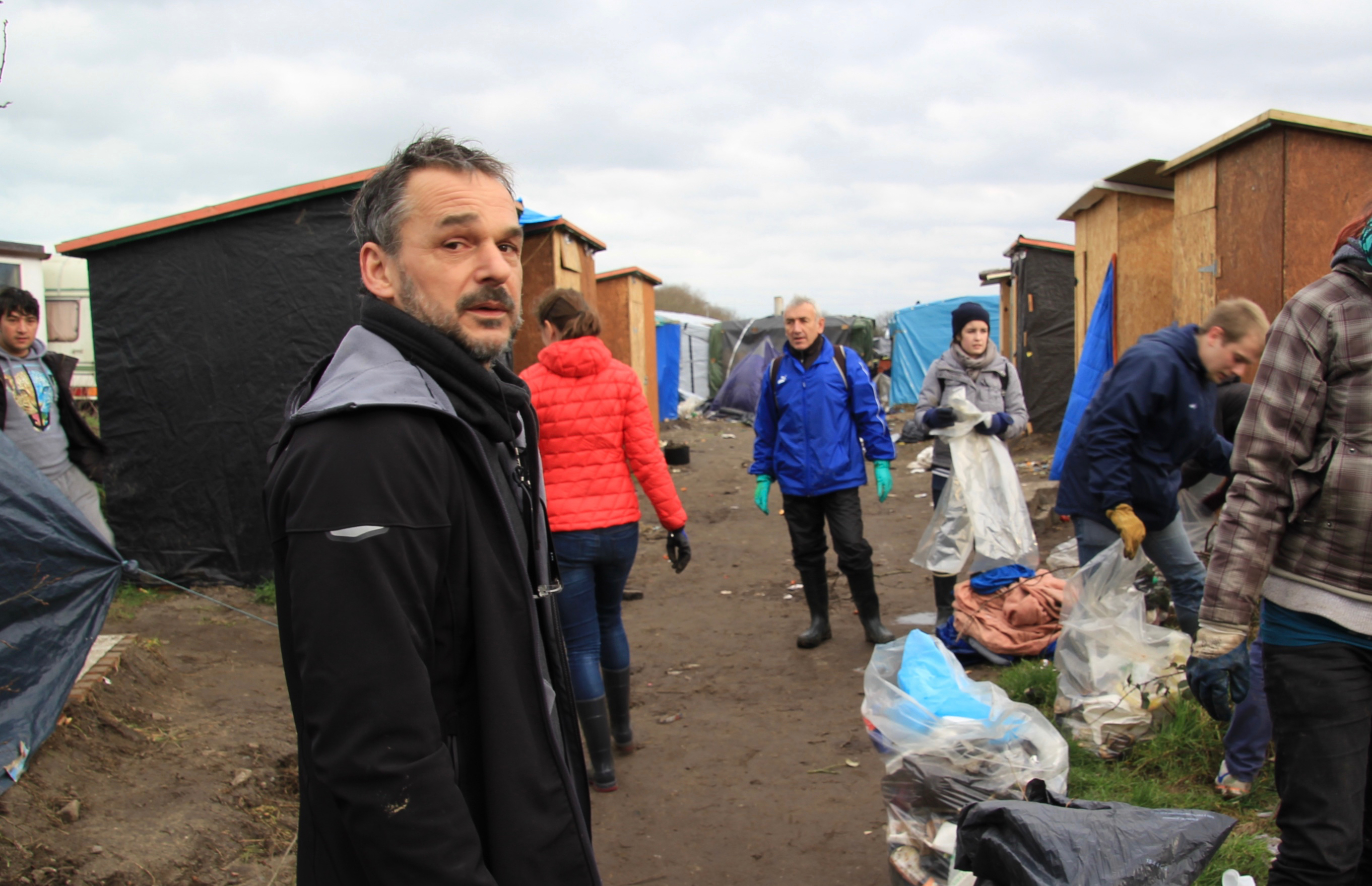
Yann Manzi, cofondateur d'Utopia 56, dans la jungle de Calais en 2016.

L'association est créée le 13 novembre 2015 par Yann Manzi, un régisseur de camping qui participait notamment à l’organisation du festival des Vieilles Charrues, son épouse et son fils Gaël, à leur retour dans le Morbihan de trois semaines d'observation du camp de Calais.
Dans le camp de Calais, la première mission de l'association est sanitaire. Les bénévoles s'occupent des douches, assurent des points d'eau, créent des toilettes et ramassent les déchets, pour améliorer les conditions de vie des 6 000 réfugiés présents dans la Jungle.
L'association lance en mai 2017 un réseau d'hébergement solidaire,. Ce réseau permet à des particuliers d'accueillir chez eux une femme seule ou une famille qui s'apprête à dormir à la rue. Il est également ouvert aux mineurs isolés étrangers avant leur prise en charge par l'Aide sociale à l'enfance en Bretagne, dans les Hauts-de-France, en Île-de-France, en Indre-et-Loire et en Occitanie. L'association accompagne également ces jeunes dans leurs démarches administratives et sociales et leur propose des activités culturelles et sportives.
En novembre 2016, le centre humanitaire Nord ouvre porte de la Chapelle à Paris, géré par l'association Emmaüs Solidarité. Utopia 56 intervient pour la gestion de la file d'attente à l'entrée, ainsi que pour assurer la distribution de vêtements et de nourriture à l'intérieur du centre. Les bénévoles aident également les réfugiés mineurs qui passent la nuit dehors en les plaçant à l'hôtel. En septembre 2017, l'association quitte le centre humanitaire en dénonçant la politique "de tri et d’expulsion" menée par l’État,,,.
En 2018, les associations L’Auberge des migrants, Utopia 56, Help refugees (en) et Refugee infobus saisissent le Défenseur des droits au sujet de violences policières à Calais, et dénoncent les expulsions régulières de campements informels.
L'association poursuit ses actions dans la rue et aux abords du centre humanitaire. Elle dénonce l'"invisibilisation" des personnes laissées à la rue et les "opérations de com" du gouvernement lors des mises à l'abri,,. Ces mises à l'abri étant insuffisantes, des centaines de personnes continuent d'être à la rue à Paris,,.
En août 2019, elle cherche à forcer la main des autorités en installant brièvement un camp au cœur du parc de la Villette,. L'association est à l'initiative de l'installation du camp de migrants de la place de la République, violemment évacué le 23 novembre 2020, ou de celui place des Vosges à Paris en juillet 2021. D'après un rapport réalisé par le Secours catholique, Utopia 56 et Action contre la faim, après les démantèlements de campements en région parisienne à l'automne 2020, « 75 % des personnes ayant bénéficié d’un hébergement ont été remises à la rue ». Utopia 56 s'associe à une plainte contre X et contre les préfets de police de Paris, de la Seine-Saint-Denis et de la région Ile-de-France (Didier Lallement, Georges-François Leclerc et Marc Guillaume) au sujet des évacuations des campements à Paris les 17 et 23 novembre 2020.
Le Figaro note que les actions polémiques de l'association suscitent la colère des autorités. Un cadre de l'administration confie au Monde « Utopia, ce sont des anars, et je ne leur reproche pas. Mais ce qu'ils veulent, c'est le chaos, c'est mettre l'État en difficulté. Et les préfets tombent dans le piège »; Yann Manzi objecte : « on n’est que des citoyens qui se disent que des droits fondamentaux existent dans notre pays et qu’on a un devoir de fraternité ».
L'association installe plusieurs centaines de migrants place des Vosges à Paris fin juillet 2021. 600 personnes sont mises à l'abri temporairement, mais plus de 200 sont dispersés par la police, et se retrouvent sans solution d’hébergement.
Début septembre 2021, Utopia 56 et d'autres associations du collectif Réquisitions organisent un campement de plus de 600 migrants devant la préfecture de Paris. La mise à l’abri organisée le 1er septembre est dénoncée par l'association : des centaines de migrants sont transférés contre leur volonté en dehors de la région parisienne, sans examen des situations individuelles et familiales ; une dizaine est placée en centre de rétention administrative,. Yann Manzi estime que « Ce qu’a fait le gouvernement n’est pas un hasard, il veut nous affaiblir pour que cette population ne vienne plus vers nous ».
À la suite du naufrage du 24 novembre 2021 dans la Manche ayant entraîné la noyade de 27 migrants, Utopia 56 porte plainte contre les autorités pour « homicide involontaire »,,,.

## Financement
L'association revendique son choix de ne ni demander ni recevoir aucun financement de l'État, pour « garantir leur liberté de parole et leur indépendance d’action ». Elle affirme donc être financée par des particuliers à hauteur de 40 %, par des entreprises et des fondations (20%) ou par les subventions d'autres associations (35%),.

## Enquêtes pénales
En octobre 2024, l’association est visée par trois enquêtes pénales. Trois bénévoles et salariés de l’association sont convoqués dans le cadre d’enquêtes préliminaires portant sur ses actions à la frontière franco-britannique. Les autorités dénoncent notamment des appels de nature à « faire croire à des sinistres et [...] à provoquer l’intervention inutile des secours ». Pour l’association, ces procédures s’inscrivent dans une volonté de criminaliser l’aide aux personnes exilées à la frontière.

### Documentaire
- Utopia 56 - La solidarité entravée, le documentaire
  - Ulysse Cailloux, « Utopia 56 - La solidarité entravée, le documentaire », sur Manifesto XXI, 8 avril 2021 (consulté le 21 août 2021)
  - Alexandra Klinnik, « Aide aux réfugiés : “On ne souhaite plus de campement, mais des logements” », sur Télérama (consulté le 21 août 2021).